# Этаме, Мбилла
Мбила Этаме (фр. Mbilla Etame; 22 июня 1988 года, Абенге) — камерунский футболист, нападающий турецкого клуба «Аланьяспор».

## Клубная карьера
Мбила Этаме начал карьеру футболиста в 2006 году, выступая за камерунский клуб «Юнион Дуала». В 2008 году он перешёл в турецкий «Аданаспор», выступавший в то время в Первой лиге. Во второй по уровню лиге Турции Этаме дебютировал 7 сентября 2008 года в домашнем матче против «Газиантепа», в этом же поединке он забил и свой первый гол в Турции. По итогам сезона 2008/2009 Этаме провёл за «Аданаспор» в лиге 23 матча и забил 10 мячей, дважды отметившись дублями. Причём сделал он это в обоих поединках против «Малатьяспора». Всего в Первой лиге Турции Этаме провёл 5 сезонов, выступая с 2008 по 2013 год за «Аданаспор». По итогам сезона 2010/2011 он разделил первую строчку бомбардиров лиги с нигерийским нападающим Симоном Зенке с 16 мячами в своём активе. В следующие 2 года Этаме также входил в десятку лучших снайперов Первой лиги, оба раза он забивал 12 мячей за сезон. В начале августа 2013 года Этаме перебрался в азербайджанский «Хазар-Ленкорань». В чемпионате Азербайджана камерунец отыграл один сезон, отметившись 11 голами в 32 играх. В начале сезона 2014/2015 Этаме вернулся в турецкую Первую лигу, подписав контракт с клубом «Самсунспор». В новой команде Этаме продолжил регулярно забивать. «Самсунспор» дошёл до финала плей-офф за выход в Суперлигу, где встретился с «Антальяспором». В решающей игре он дважды сравнивал счёт, но был удалён в самом конце дополнительного времени и не смог принять участие в серии пенальти, в которой сильнее оказался «Антальяспор». А спустя месяц после этого поединка Этаме стал игроком «Антальяспора».
Этаме дебютировал в главной турецкой лиге 23 августа 2015 года в домашнем матче против «Генчлербирлиги». В этой же игре он забил и свой первый гол в Суперлиге, выведя «Антальяспор» вперёд в счёте на 88-й минуте. Также гол Этаме в самой концовке принёс «Антальясору» почётную гостевую ничью в поединке с «Галатасараем».